# Savin
Savin (Bulgaars: Савин) is een dorp in het noordoosten van Bulgarije, gelegen in de gemeente Koebrat in oblast Razgrad. Het dorp ligt ongeveer 31 km ten noorden van Razgrad en 288 km ten noordoosten van de hoofdstad Sofia. 

## Bevolking
Op 31 december 2020 telde het dorp Savin 323 inwoners. Het aantal inwoners vertoont al tientallen jaren een dalende trend: in 1956 woonden er nog 894 personen in het dorp.
| Bevolkingsontwikkeling van Savin tussen 1934 en 2020 |
| ---------------------------------------------------- |
|                                                      |
| ■ Volkstellingen ■ Schatting                         |

Het dorp heeft een gemengde bevolking. In 2011 identificeerden 146 van de 401 ondervraagden zichzelf als etnische Turken (36,4% van alle ondervraagden) en 122 ondervraagden zichzelf als etnische Bulgaren, oftewel 30,4%. 133 ondervraagden hebben geen (of een andere) etniciteit aangegeven, terwijl één persoon niet werd ondervraagd.
| Etnische samenstelling van de respondenten (2011) | Etnische samenstelling van de respondenten (2011) | Etnische samenstelling van de respondenten (2011) | Etnische samenstelling van de respondenten (2011) | Etnische samenstelling van de respondenten (2011) |
| ------------------------------------------------- | ------------------------------------------------- | ------------------------------------------------- | ------------------------------------------------- | ------------------------------------------------- |
|                                                   |                                                   |                                                   |                                                   |                                                   |
| Bulgaren                                          | Bulgaren                                          |                                                   | 30,4%                                             | 30,4%                                             |
| Turken                                            | Turken                                            |                                                   | 36,4%                                             | 36,4%                                             |
| Roma                                              | Roma                                              |                                                   | 0,0%                                              | 0,0%                                              |
| Anders/Onbekend                                   | Anders/Onbekend                                   |                                                   | 33,2%                                             | 33,2%                                             |

Belovets - Bisertsi - Bozjoerovo - Goritsjevo - Kamenovo - Koebrat - Madrevo - Medovene - Ravno - Savin - Seslav - Sevar - Terter - Totsjilari - Joeper - Zadroega - Zvanartsi